# Vladimir Emanujilovič Recepter
Vladimir Emanujilovič Recepter (rusko Владимир Эммануилович Рецептер), * 14. februar 1935, Odesa, ruski igralec, režiser, in pisatelj, puškinist.
Recepter je od leta 2003 Narodni umetnik Ruske federacije.
1. ↑  Русская литература XX века. Прозаики, поэты, драматурги — 2005. — С. 187-188. — ISBN 5-94848-307-X
2. ↑  Литераторы Санкт-Петербурга. ХХ век